# Ligne 93 du tramway de Bruxelles
Pour les articles homonymes, voir Ligne 93.
Ne doit pas être confondu avec Ligne 93 du tramway de Bruxelles (1931-2007).
La ligne 93 du tramway de Bruxelles est une ligne de tramway créée le 31 août 2013. Elle relie Stade à Legrand. Elle est issue de la scission de la ligne 94, la ligne la plus longue du réseau jusqu'alors en nombre d'arrêts (elle en comptait 54), et en distance (20,50 km).

## Histoire

### Schaerbeek - Botanique - Parc - Louise - Legrand - Marie-José

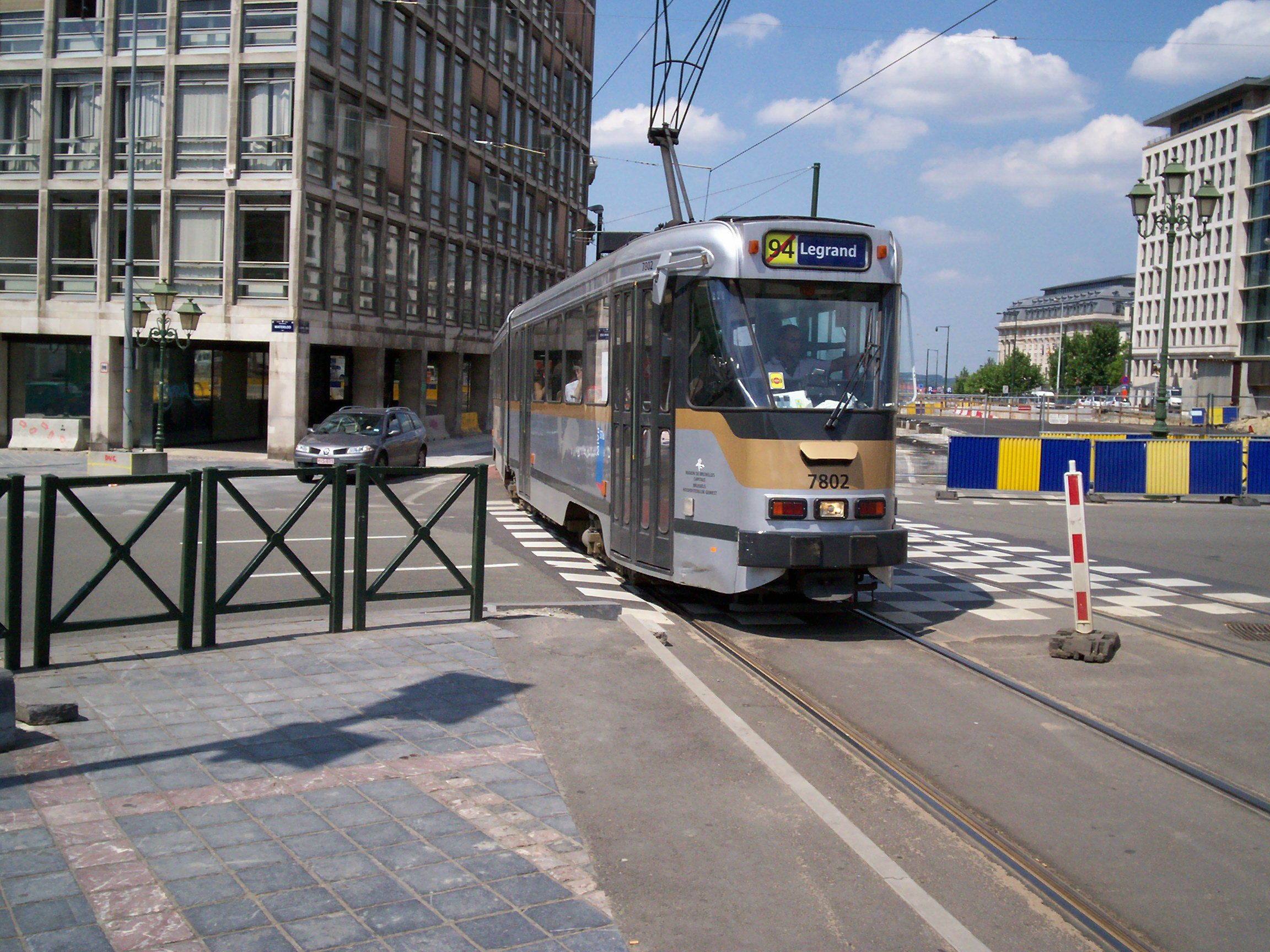
Dès 2008, les trams 94 venant de Stade étaient limités à Legrand, effectuant le parcours exact de la future ligne 93.

Les trams de la ligne 94 effectuaient un très long trajet depuis son prolongement jusqu'à "Hermann-Debroux", puis "Musée du Tram" à Woluwe-Saint-Pierre. La STIB décide donc de scinder le 94 en deux parties plus courtes et donc plus ponctuelles : Stade - Louise - Legrand et Legrand - Louise - Hermann-Debroux / Musée.
De 2008 à 2013, ces deux lignes scindées continuent à opérer sous le numéro 94 jusqu'à ce que la séparation soit entérinée dans les cartes réseau alors que renaît le tram 93.
Il reprend sa partie Nord entre "Legrand" et "Stade" le 31 août 2013. La ligne 94 désignant quant à elle le tronçon Louise - Musée du Tram (partie sud), avant de devenir la nouvelle ligne de tram lors de son troisième prolongement jusqu'à "Roodebeek".

## Tracé
La ligne 93 du tramway de Bruxelles part de Stade, terminus avec la ligne de tram 51 sur l'avenue Houba-de Strooper. Les trams prennent ensuite l'avenue Stiénon puis les avenues Rommelaere et Ernest Masoin. Ils desservent ensuite l'hôpital Brugmann à travers la place Arthur Van Gehuchten, puis empruntent l'avenue Guillaume De Greef où ils rejoignent la ligne de tram 19 au niveau de la station Guillaume de Greef. Ils desservent le cimetière de Jette puis ils se séparent des lignes de trams 19 et 51 et rejoignent la ligne de tram 62 qui effectue son terminus à Cimetière Jette . Les trams prennent ensuite les rues Jules Lahaye, Steyls et Fransman, qui les mèneront à la station de la ligne de Métro 6 de Bockstael. Ensuite, ils prennent la rue Stéphanie puis l'avenue de la Reine qui leur permettent de passer sur le pont du bassin "Vergote Dok". Ils rejoignent les T 4000 de la ligne 3 au niveau du square Jules de Trooz puis descendent toujours sur la même avenue et arrivent au grand carrefour ferroviaire où se situe la station Thomas. Puis, ils se séparent des trams de la ligne 3 et se substituent à ceux des lignes 25 et 55 pour la desserte de la station Liedts, située sur la place du même nom. Ensuite, ils convergent vers le sud, se séparent de la ligne 55 pour desservir Lefrancq puis se sépare des trams du 25 et du 62, pour être rejoints à la station Sainte-Marie par ceux de la ligne 92. Les trams croisent les lignes de Métro 2 et 6 à Botanique, traversent la place du Congrès, et ont une correspondance avec les lignes de Métro 1 et 5 à Parc. Les trams desservent la rue Royale, la place Royale et du Petit Sablon et la rue de la Régence ainsi que la place Poelaert et la rue des Quatre Bras. Les 93 recroisent les lignes de Métro 2 et 6 à Louise où les lignes de tram 8 et 97 renforcent le parcours, puis l'avenue Louise. Arrivés à la place Stéphanie, ils se séparent des trams des lignes 92 et 97 pour continuer sur l'avenue Louise et croisent la ligne de tram 81 à Bailli puis arrivent plus tard au terminus Legrand.

## Exploitation de la ligne
La ligne 93 est exploitée par la STIB et rallie Stade à Legrand en 40 à 50 minutes environ, tous les jours entre 5 h et 1 h du matin.

### Fréquence
Les temps de parcours sont donnés à titre indicatif à partir du site de la STIB.
Du lundi au vendredi: C'est un tram toutes les 6 minutes en heure de pointe et toutes les 8 minutes en heure creuse et c'est enfin un tramway toutes les 15 minutes en soirée
- Petites vacances scolaires : C'est un tram toutes les 8 minutes en heure de pointe et toutes les 12 minutes en heure de creuse et toutes les 15 minutes en soirée.
- Grandes vacances : c'est un tram toutes les 8 minutes en heure de pointe et toutes les 12 minutes en heure de creuse et toutes les 15 minutes en soirée.

Les samedis : c'est un tram toutes les 15 minutes le matin et en soirée. C'est un tram toutes les 12 minutes l'après-midi.
Les dimanches : c'est un tram toutes les 15 minutes toute la journée et en soirée.

### Matériel roulant
La ligne 93 est exploitée par des PCC (7700-7800), T2000 et T3000. Le week-end elle est exploitée uniquement en T3000.

### Tarification et financement
La tarification de la ligne est identique à celles des autres lignes (hors cas de la desserte de l'aéropport) exploitées par la STIB et dépend soit des titres Brupass et Brupass XL permettant l'accès aux réseaux STIB, TEC, De Lijn et SNCB soit des titres propres à la STIB valables uniquement sur ses lignes.
Le financement du fonctionnement de la ligne, entretien, matériel et charges de personnel, est assuré par la STIB.